# روبرتو داماتا
روبرتو داماتا (من مواليد 29 يوليو 1936) عالم أنثروبولوجيا برازيلي. وهو أستاذ فخري في الأنثروبولوجيا بجامعة نوتردام. تخرج داماتا في التاريخ في جامعة فلومينينسي الاتحادية وحصل على الدكتوراه من جامعة هارفارد.
قام داماتا بتأليف العديد من الكتب، بما في ذلك كتاب الكرنفالات، والروج والأبطال: تفسير للمعضلة البرازيلية.